# 1,3,5-Trinitrobenzène
Le 1,3,5-trinitrobenzène ou TNB est un composé organique explosif. C'est un explosif plus puissant que le TNT et un substrat pour la synthèse de médicaments.
Il existe deux autres isomères de trinitrobenzène, le 1,2,3- et le 1,2,4-trinitrobenzène mais généralement le terme trinitrobenzène renvoie à l'isomère 1,3,5.

## Propriétés physico-chimiques
La force explosive de TNB est supérieure à celle de trinitrotoluène (TNT), mais il est plus cher à produire. L'absence du groupe méthyle comparé au TNT réduit la capacité d'activation pour les additions électrophiles sur le cycle aromatique.

## Production et synthèse
La nitration du benzène à l'aide d'acides forts est possible, mais elle est dangereuse à cause de nombreuses réactions parallèles, ce qui de plus, réduit le rendement. La méthode habituelle est la décarboxylation de l'acide 2,4,6-trinitrobenzoïque lui-même produit de l'oxydation de TNT par de l'acide chromique.

## Utilisation
Le TNB est le produit de départ de la synthèse du 1,3,5-trihydroxybenzène, l'antispasmodique du Spasfon.